# Otus mantananensis
Otus mantananensis е вид птица от семейство Совови (Strigidae). Видът е почти застрашен от изчезване.

## Разпространение
Видът е разпространен в Малайзия и Филипините.